# Fédération Internationale de Hockey
De Fédération Internationale de Hockey (FIH) is de overkoepelende wereldbond voor veld- en zaalhockey. Voorzitter van de FIH is de Indiër Narinder Dhruv Batra.

## Geschiedenis
De organisatie werd op 7 januari 1924 opgericht te Parijs op initiatief van de Fransman Paul Léautey. Aanleiding daarvoor was de uitsluiting van de Olympische Spelen van datzelfde jaar in de Franse hoofdstad. Hockey kende geen overkoepelende bond, en dat was voor de organisatie de reden om de sport te weren. 
De zeven grondleggers van de FIH waren België, Frankrijk, Hongarije, Oostenrijk, Spanje, Tsjecho-Slowakije en Zwitserland. Nederland sloot zich in verband met het hanteren van de eigen (Hollandsche) hockeyregels pas twee jaar na de oprichting aan bij de FIH. Bij het begin van de Tweede Wereldoorlog waren veertien landen officieel aangesloten bij de FIH, die in 1971 het eerste officiële wereldkampioenschap organiseerde in Barcelona, Spanje. 
Op 27 augustus 1982 volgde de fusie met de internationale vrouwenhockeyfederatie, The International Federation of Women's Hockey Associations (IFWHA). In 2001 telde de FIH in totaal 112 aangesloten lidstaten. De bond was tot voor kort gevestigd in Brussel, België, maar verhuisde begin 2005 naar Lausanne, Zwitserland. 

## Confederaties

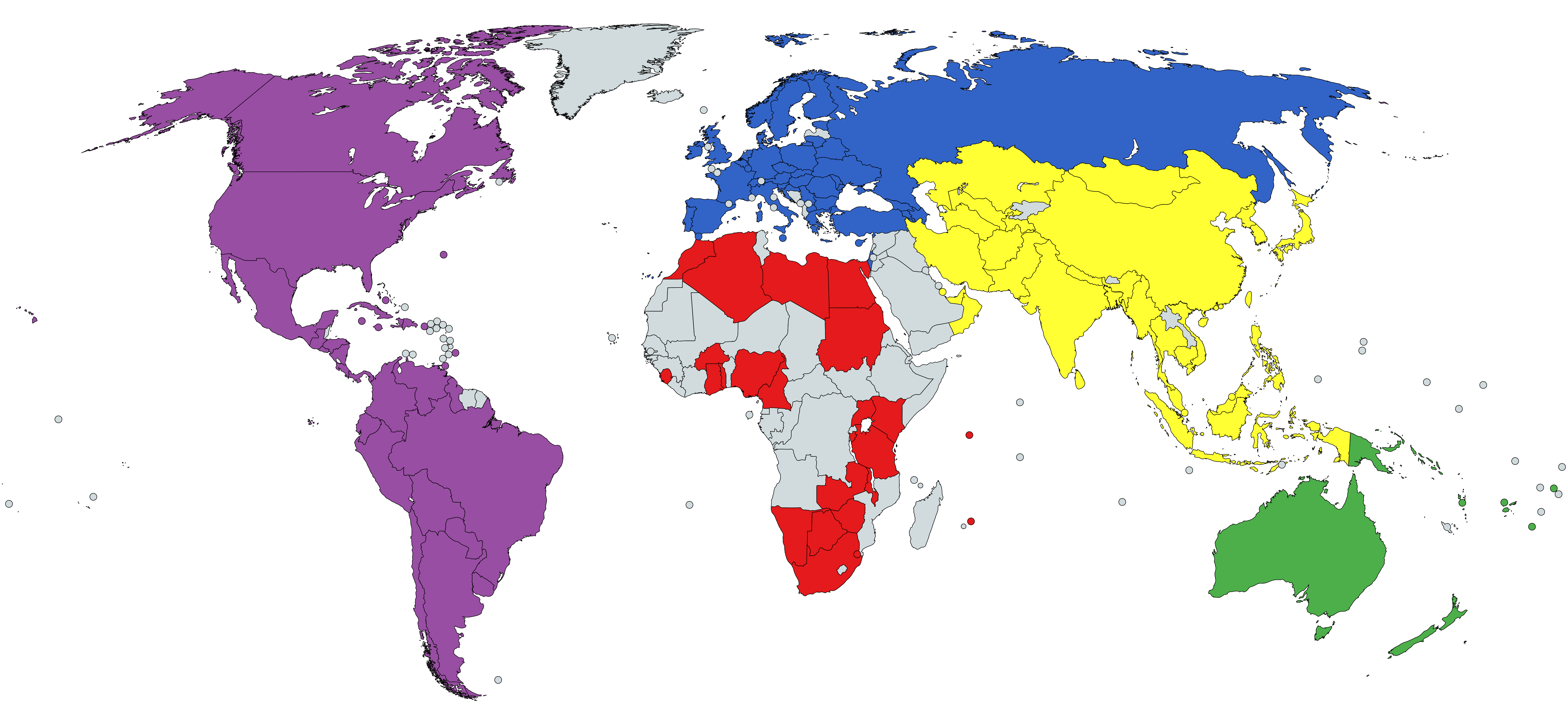
De continentale bonden van de FIH

De FIH heeft vijf continentale bonden als lid:
- Azië: Asian Hockey Federation (AHF)
- Afrika: African Hockey Federation (AfHF)
- Amerika: Pan American Hockey Federation (PAHF)
- Oceanië: Oceania Hockey Federation (OHF)
- Europa: European Hockey Federation (EHF)

## Voorzitters
| Voorzitters             | Voorzitters    | Voorzitters |
| Naam                    | Land           | Termijn     |
| ----------------------- | -------------- | ----------- |
| Paul Léautey            | Frankrijk      | 1924-1926   |
| Frantz Reichel          | Frankrijk      | 1926-1932   |
| Marc Bellin du Coteau   | Frankrijk      | 1932-1936   |
| Georg Evers             | nazi-Duitsland | 1936-1945   |
| Robert Liégeois         | België         | 1945-1946   |
| Jaap Quarles van Ufford | Nederland      | 1946-1966   |
| René Franck             | België         | 1966-1983   |
| Étienne Glichitch       | Frankrijk      | 1983-1996   |
| Juan Ángel Calzado      | Spanje         | 1996-2001   |
| Els van Breda Vriesman  | Nederland      | 2001-2008   |
| Leandro Negre           | Spanje         | 2008-2016   |
| Narinder Dhruv Batra    | India          | 2016-heden  |